# WiseGirls
WiseGirls é um filme de suspense de 2002 com Mira Sorvino, Mariah Carey e Melora Walters.

## Sinopse
Meg (Mira Sorvino) quer mudar de vida. Assim, abandona sua cidade e o curso de medicina para viver com a avó doente. Logo que chega começa a trabalhar como garçonete de um restaurante italiano, e lá conhece Raychel (Mariah Carey) e Kate (Melora Walters), que se transformam na família que ela nunca teve.
Aos poucos Meg vai descobrindo que o restaurante é apenas fachada para o ponto de encontro dos mafiosos que ganham fortuna traficando drogas. Após salvar um rapaz do bando e ver outro sendo assassinado na sua frente, Meg sabe que perdeu o controle e começa a ser perseguida pelos mafiosos. Somente algo muito surpreendente poderá salvá-la.

## Elenco
- Mira Sorvino (Meg Kennedy)
- Mariah Carey (Raychel)
- Melora Walters (Kate)
- Arthur J. Nascarella (Mr. Santalino)
- Saul Stein (Umberto)
- Joseph Siravo (Gio Esposito)
- Christian Maelen (Frankie Santalino)
- Anthony Alessandro (Lorenzo)
- Louis Di Bianco (Deluca)
- Noam Jenkins (Garcia)
- Jeremiah Sparks (Det. Levine)
- Dax Ravina (Tony)
- Karen Giordano (Angela Fontaine)
- Michael Egan (Joey Jr.)
- Jere Gilis (No Nose)